# Mutti (azienda)
Mutti - Industria Conserve Alimentari è un'azienda italiana specializzata nelle conserve alimentari, in particolare nel settore del pomodoro, fondata nel 1899 a Piazza di Basilicanova, frazione di Montechiarugolo, in provincia di Parma.

## Storia
(Slogan utilizzato dal 2006 al 2012)
L'azienda viene fondata da Callisto e Marcello Mutti (1862-1941) con il nome di Fratelli Mutti a Piazza di Basilicanova, come industria conserviera del pomodoro.
Nel 1911 viene depositato il marchio "due leoni" e l'azienda ottiene il primo riconoscimento con il Diploma di Medaglia d'Oro di Primo Grado all'Esposizione Internazionale Industria e Agricoltura di Roma; nel 1914, invece, Mutti ottiene il diploma di Gran Croce, con iscrizione al Gran Libro d'Oro dei Benemeriti del lavoro.
In tale periodo, lo storico stabilimento di Piazza era raccordato con la tranvia Parma-Traversetolo/Montecchio.

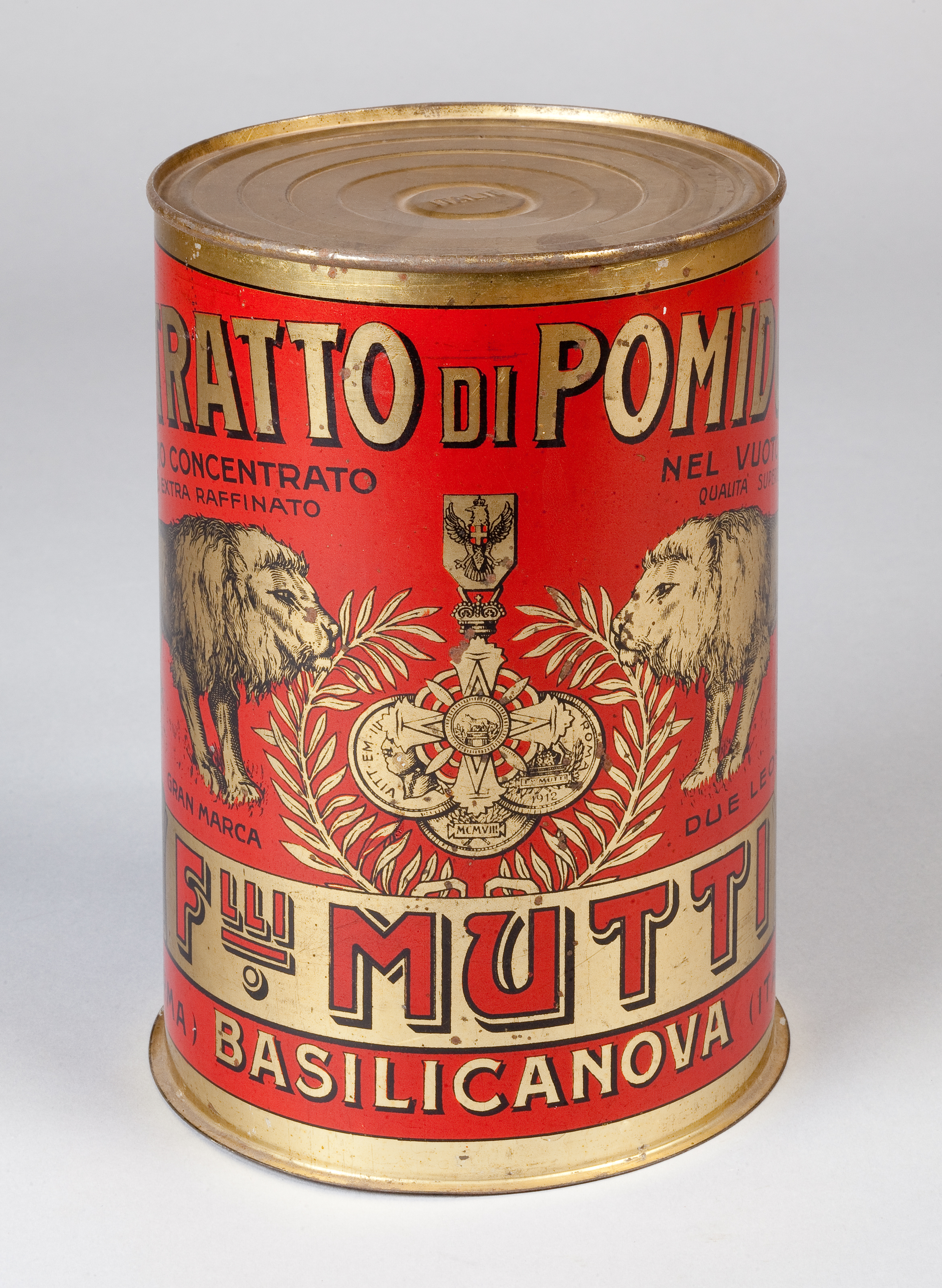
Latta per conserva di pomodoro da 5 kg (1938)

Con l'evoluzione delle tecniche di conservazione, nel 1922 Mutti comincia a produrre il doppio concentrato e l'attività evolve ulteriormente nel 1927 con un programma di acquisizioni di altre aziende conserviere.
Nel 1951 nasce il tubetto per il concentrato di pomodoro, su intuizione di Ugo Mutti, che era il figlio di Marcello. Il prodotto nel tubetto non si deteriora perché non viene a contatto con l'aria e permette di consumarne solo quanto serve. In più, per tutte le massaie, il tappo era utilizzabile anche come pratico ditale nei lavori di cucito. Era nato il "tubetto dal ditale".
Nel 1971, nasce la polpa di pomodoro in finissimi pezzi Mutti, la cui ricetta è ancora oggi segreta.
Nata come familiare, l'azienda diventa prima Società di fatto, poi Società in nome collettivo e infine Società per azioni nel 1979.
Nel 1994 Francesco Mutti diventa amministratore delegato.
Nel 1999 quello Mutti diventa il primo stabilimento ad avere tutta la propria produzione a lotta integrata certificata e No OGM.
Il 2000 è l'anno che vede nascere il premio "Pomodorino d'Oro", con cui Mutti premia i suoi produttori: un riconoscimento agli agricoltori capaci di produrre pomodoro di qualità.
Nel 2004 viene prodotto per la prima volta l'aceto di pomodoro e nel 2007 i sughi pronti.
Durante l'anno 2010, l'azienda inizia la propria collaborazione con il WWF, al fine di ricercare e sancire una maggiore sostenibilità nella produzione, in particolare nel diminuire emissioni di CO2 e ridurre l'impronta idrica lungo la filiera.
Insieme con la facoltà di Agraria dell'Università di Piacenza e al Laboratorio Lims di Verbania, nel 2012 Mutti studia una metodologia per individuare la provenienza geografica delle materie prime partendo dall'analisi dei semilavorati. Il progetto viene presentato presso il Senato della Repubblica Italiana sul tema "Alimentazione e percorso di trasparenza dalla Tavola alla Terra".
Nel 2013 apre Mutti France per lo sviluppo del mercato francese. Nello stesso anno comincia la collaborazione con Fiordagosto, uno stabilimento con sede a Oliveto Citra (Salerno), per la produzione delle specialità tipiche del Sud, che verrà poi acquisito nel 2016.
Nel 2014 in collaborazione con Horta, spin off dell'Università Cattolica di Piacenza nasce pomodoro.net, per sostenere un percorso di affiancamento, di supporto e di cooperazione con gli agricoltori.
Nel 2015 vengono lanciate le Salse Pronte.
Nel novembre 2017 rileva per 25 milioni di euro Copador, il consorzio che a Collecchio opera nel settore della trasformazione del pomodoro, in un'asta indetta dal tribunale di Parma.
Nel 2020 l'azienda ha lanciato un nuovo macchinario. Si chiama InstaFactory, il nuovo impianto industriale trasportabile ideato da Mutti, che punta a lavorare il pomodoro direttamente sul luogo della raccolta. Per accorciare i tempi e migliorare la qualità del prodotto finale.
Il 9 ottobre 2024, Marcello Mutti, patron della storica azienda emiliana, è deceduto all'età di 83 anni. La notizia è stata comunicata dalla famiglia, con il figlio Francesco Mutti, amministratore delegato dal 1994.

## Dati economici
L'azienda in 11 anni è passata da 43,989 milioni di euro nel 2004 a circa 234 milioni di euro nel 2015 di fatturato. 

## Prodotti

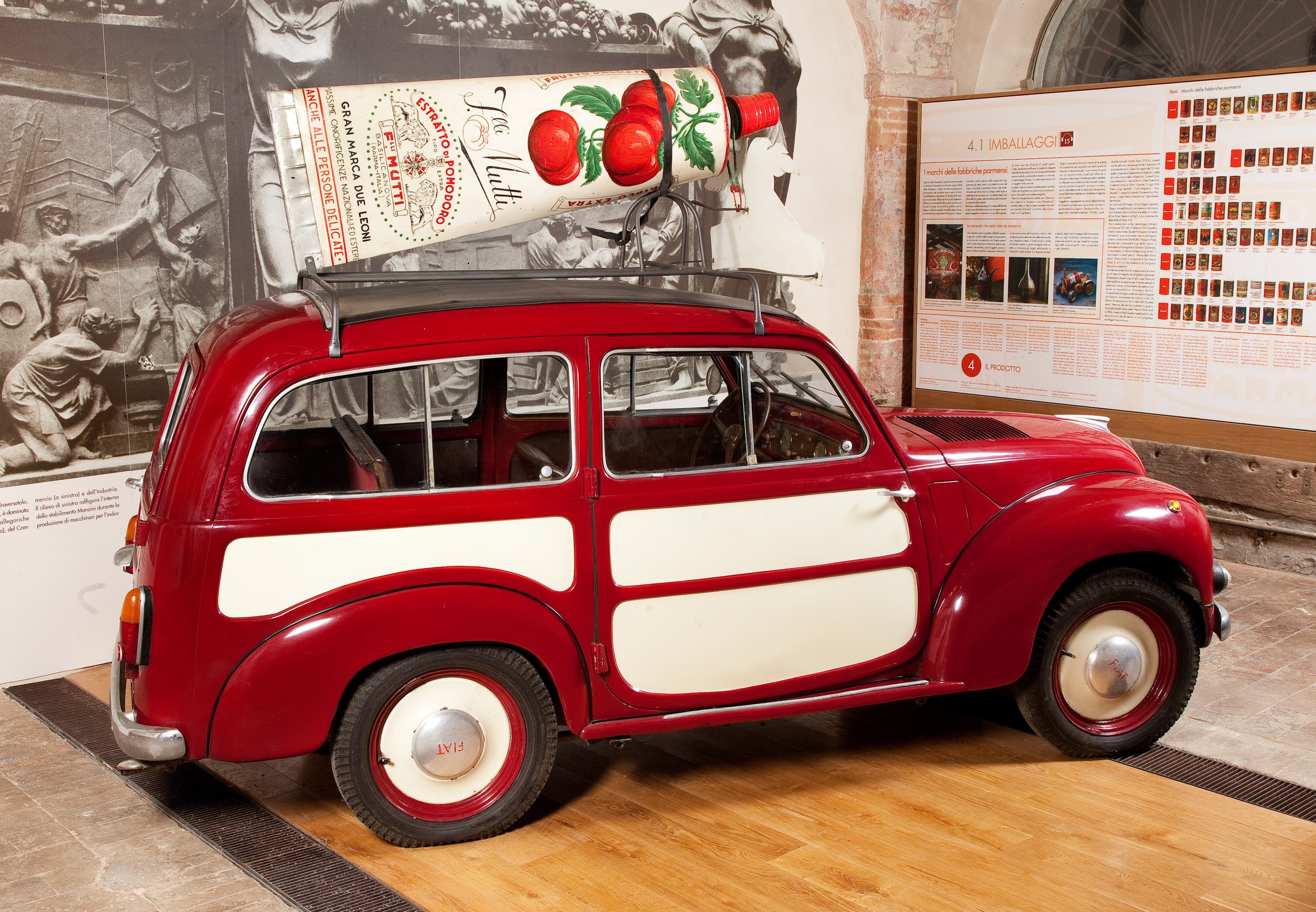
Automobile pubblicitaria, 1954 circa

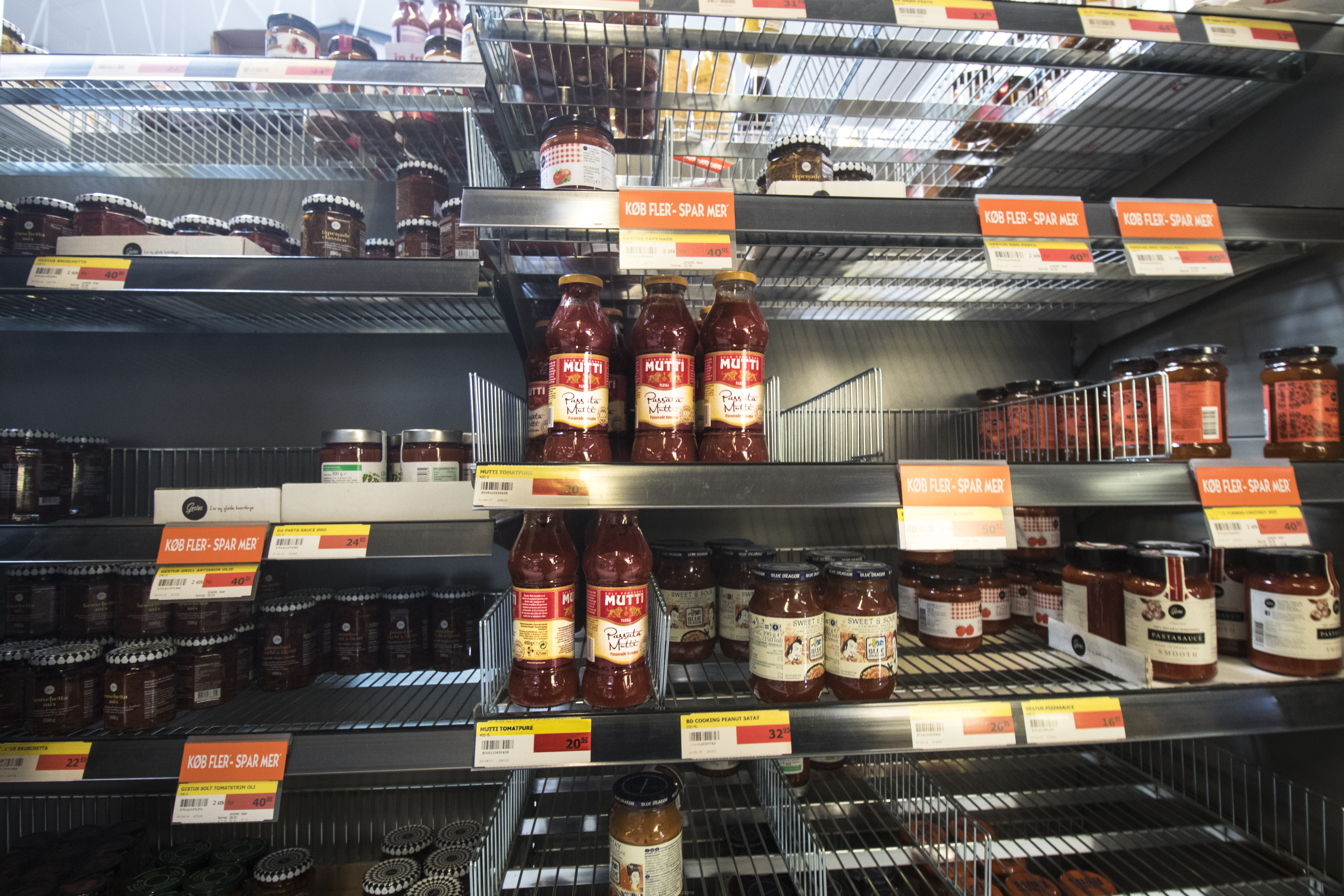
Salsa di pomodoro in un supermercato a Ilulissat in Groenlandia

- Polpa di pomodoro in finissimi pezzi
- Sughi semplici
- Pomodori a filetti
- Pomodori datterini
- Le verdurine
- Pomodori pelati
- Passata di pomodoro al basilico
- Salsì
- Concentrato di pomodoro
- Doppio concentrato
- Triplo concentrato
- Salsa datterini
- Ketchup di pomodoro
- Salsa classica
- Intenso
- Pelati San Marzano
- Ciliegini
- Pizza Sauce aromatizzata
- Datterini Pelati
- Salsa Decisa
- Sugo al basilico
- Sugo alle verdure
- Passata sul campo
- Passata Toscana
- Passata Siciliana
- Passata Emiliana

## Loghi storici

Logo dal 1912
Logo dal 1914
Logo dal 1951
Logo dal 1979